# Rowo Tengah
Rowo Tengah is een bestuurslaag in het regentschap Jember van de provincie Oost-Java, Indonesië. Rowo Tengah telt 9592 inwoners (volkstelling 2010).